# Promenades d'été
Pour plus de détails, voir Fiche technique et Distribution.
Promenades d'été est un film français réalisé par René Féret, sorti en 1992.

## Fiche technique
- Titre français : Promenades d'été
- Réalisation : René Féret
- Scénario : René Féret
- Photographie : Pierre Lhomme
- Son : Michel Vionnet
- Musique : Evelyne Stroh
- Pays d'origine :  France
- Genre : drame
- Durée : 90 minutes
- Date de sortie : France - 11 mars 1992

## Distribution
- Valérie Stroh : Caroline
- Michael Vartan : Thomas
- Josep Maria Flotats :  François
- Marie Guillard : Magali
- Samuel Le Bihan : Xavier
- Jean-Yves Berteloot : Stéphane
- Cécile Bois : Isabelle
- Frédéric Graziani : Léon